# Доктор Мабузе, гравець
«Доктор Мабузе, гравець» (нім. Dr. Mabuse, der Spieler) — німий чорно-білий двосерійний кримінальний фантастичний трилер режисера Фріца Ланга, що вийшов на екрани в 1922 році. Сценарій фільму написали Фріц Ланг і Теа фон Гарбу за однойменним романом 1921 року люксембурзького письменника-фантаста Норберта Жака.
Сьогодні фільм існує в декількох версіях тривалістю від 231 до 297 хвилин. У радянському кінопрокаті фільм було перемонтовано (з педалюванням критики буржуазного способу життя) і демонструвався під назвою «Позолочена гнилизна». Фільм справив велике враження на поета Михайла Кузьміна, який звернувся до його образів у віршованому циклі «Новий Гуль» і в п'єсі «Прогулянки Гуля».
Це перший з трьох фільмів Фріца Ланга про доктора Мабузе. За ним пішли «Заповіт доктора Мабузе» (1933) та «Тисяча очей доктора Мабузе» (1960). Після цього вийшло ще як мінімум дев'ять фільмів різних режисерів, центральним персонажем яких був доктор Мабузе.

## Сюжет

### Частина I— Великий гравець: образ епохи
Доктор Мабузе (Рудольф Кляйн-Рогге) — геній злочинного світу, доктор психології та майстер маскування, який володіє силою гіпнозу і управління чужою свідомістю. Він очолює підпільний бізнес по виготовленню фальшивих грошей та карткове шулерство в Берліні. Серед його численних підручних — страждаючий кокаїновою залежністю слуга і гример Шперрі (Роберт Форстер-Ларрінага), шофер і кілер Георг (Ганс Адальберт Шлеттов), тупиця-головоріз Пеш (Георг Джон), керівник групи фальшивомонетників Гаваш (Чарльз Пуффі), служниця і помічниця Фіні (Герете Бергер), а також закохана в нього прима вар'єте «Фолі Бержер» Кара Кароцца (Оуд Егеде-Ніссен).

#### Дія 1
У швидкому поїзді агент Мабузе нападає на кур'єра, який перевозив важливий комерційний контракт, душить його, викрадає портфель з контрактом і кидає його у вікно потяга. Операція розрахована по секундах. Агент викидає портфель з вікна поїзда точно на заднє сидіння проїжджаючого автомобіля, яким керує Георг. Той дає сигнал верхолазу на телеграфному стовпі, який передає інформацію про виконання завдання доктор Мабузе. Змінюючи грим і автомобілі, Мабузе добирається зі своєї штаб-квартири до ретельно законспірованого цеху по виготовленню фальшивих грошей, по дорозі встигнувши отримати і прочитати викрадений контракт. Зустрічає його Гаваш та демонструє йому роботу цеху і працюючих там сліпих людей, які ніколи не виходять на вулицю…На біржі йде жвава торгівля. В газеті з'являється замітка про викрадення голландсько-швейцарських договорів на поставку кави і какао, в результаті чого Швейцарія може відмовитися від контрактів, а виробники опиняться на межі катастрофи. Їх акції починають стрімко падати. Загримований Мабузе спостерігає за ситуацією в торговому залі. Коли акції досягають нижчої точки, він починає їх скуповування. Приходить інформація, що портфель з договором знайдений колійним обхідником, після чого акції починають стрімко зростати в ціні. Почекавши зростання в кілька разів, Мабузе продає всі скуплені акції з величезною прибутком.

#### Дія 2
Мабузе виступає з публічною лекцією про психоаналіз на престижному науковому зібранні. Потім гримується і їде в вар'єте «Фолі Бержер», де дивиться виступ Кари Кароцці. Агенти передають Мабузе записку про те, що в залі перебуває спадкоємець багатого промисловця Едгар Галл (Пауль Ріхтер). Мабузе гіпнотизує його на відстані, змушуючи вийти з зали в коридор, де з допомогою гіпнозу вселяє йому, що вони знайомі. Потім вони їдуть в гральний клуб, де Мабузе представляється як Гуго Баллінг. Вони сідають грати, і під гіпнозом Галл програє йому величезну суму грошей, віддає всю готівку і розписку. Мабузе-Баллінг залишає свою адресу в готелі «Ексельсіор», де Галл зможе знайти його, щоб передати частину боргу. Як тільки Мабузе-Баллінг йде, до Галла повертається свідомість, але він не може згадати, ні з ким він грав, ні як вийшло так, що при ідеальній карті він програв усе.

#### Дія 3
Галл приходить до готелю «Ексцельсіор», але в названому номері спить, нічого не підозрюючи, чоловік на прізвище Баллінг. Галл бачить, як із сусідньої кімнати виходить красива жінка (це підіслана Мабузе Кара Кароцца), він біжить за нею і вдає ніби випадково випустив з рук хустинку. Вони знайомляться… Через 18 днів після описаних подій до Галла приходить державний прокурор Фон Венк (Бернгард Ґецке), повідомляючи, що за останні шість тижнів відбулася ціла серія великих картярських шахрайств, проте факт шахрайства довести не вдалося. Кожен раз під виглядом шахраїв виступають абсолютно різні люди, але Фон Венк підозрює, що це один і той самий чоловік. Галл передає Фон Вінка візитівку Баллінга кажучи, що можливо це теж шулер, який досі не отримав частину виграних грошей. Фон Венк просить нікому про зміст їхньої розмови не розповідати. Вийшовши з квартири Галла, Фон Венк зустрічається Кароццою, яка їде до нього. При зустрічі Галл тепло обіймає і цілує Кароццу очевидно, що він закоханий і щасливий бути з нею. Кароцца бачить у нього візитівку Фон Вінка, Галл відповідає, що той приходив проконсультуватися з приводу гральних клубів… У короткому історичному екскурсі розповідається про те, як якийсь Шрамм з 1912 по 1922 рік, не маючи нічого, побудував величезний бізнес на підпільних ресторанах і клубах. У 1922 році Шрамм відкриває шикарний ігровий заклад, замаскований під вар'єте. На його відкритті Фон Венк знайомиться з родовитою дамою, графинею Тольд (Гертруда Велкер). На його запитання, як вона опинилася в такому злачному місці в компанії спекулянтів, картярів та публічних дівок вона відповідає, що сумує і шукає розваг. Тим часом загримований Мабузе веде гру за картковим столом, гіпнотизуючи і обігруючи публіку, в тому числі багату російську жінку (Лідія Потєхіна), яка стверджує, що він її загіпнотизував. Починається скандал, Фон Венк гасить світло, щоб графиня змогла вийти з залу непоміченою. Тим часом Галл отримує записку з нагадуванням про картковий борг, який вказує Фон Венка.

#### Дія 4
На наступний ранок Фон Венк говорить Галлу, щоб той сидів поруч з тим самим шулером і не впізнав його (їх розмову з-за стіни чує Кароцца). Фон Венк попереджає Галла бути обережніше, особливо з Кароццою… У своєму кабінеті Фон Венк гримується, вирішуючи самостійно обійти гральні клуби і схопити шулера на гарячому. Він отримує від свого помічника Карстена список підпільних клубів з адресами і паролями, в яких вживають кокаїн і практикуються заборонені азартні ігри… Графиня Тольд запрошує Фон Венка на чай, завдячуючи йому за те, що допоміг їй піти непомітно з клубу і тим самим врятував її репутацію. Графиня шукає пригод, і Фон Венк пропонує їй взяти участь в полюванні на злочинця, на що вона дає свою згоду… Фон Венк під виглядом багатого гравця обходить кілька клубів за списком, нарешті, проходить в клуб, де гру веде загримований Мабузе. Побачивши у Фон Венка пачки з грошима, Мабузе з допомогою спеціальних окулярів намагається його загіпнотизувати. В Фон Венка починаються галюцинації — він бачить слова «ци-нань-фу». Прокурор відчайдушно чинить опір гіпнозу, в результаті йому вдається встояти і, нарешті він отямлюється. Мабузе тут же покидає зал, сідає в авто і їде. Фон Венк починає його переслідувати, спочатку на колясці, потім на таксі. Він приїжджає до готелю «Ексцельсіор», де у хлопчика-ліфтера дізнається номер, в який пройшов Мабузе, але там виявляється якийсь голландський професор. Фон Венк біжить до адміністратора, підключає детектива готеля але з'ясовується, що Мабузе вдалося вислизнути, замаскувавшись під готельного клерка. Фон Венк виходить з готелю, сідає в таксі. Виявляється, що за кермом автомобіля Георг, який блокує вікна і двері на задньому сидінні, де сидить Фон Венк, і пускає газ. Фон Венк втрачає свідомість.

#### Дія 5
Починається вистава Вельтмана. Спочатку він проводить сеанс масового навіювання, що лежить в основі фокусів індійських факірів. Несподівано на сцені прямо з нічого виникає пустеля з пальмами, по якій рухається східна процесія з кіньми, проходячи через глядацький зал. Після помаху Вельтмана єдиною рукою все раптом зникає. Потім Вельтман просить назвати публіку два будь-які двозначні числа, і просить підвестися людей, що сидять на кріслах з цими номерами. Одним з них виявляється Фон Венк. Вельтман точно називає суму грошей і навіть номери купюр, які знаходяться у нього в кишені, також точно перелічує всі наявні у нього документи та пістолет. Силою гіпнотичного впливу Вельман змушує жінку з другого обраного місця підійти до Фон Венка, взяти у нього пістолет і передати старому, що сидить у залі. В Залі зачитується записка з дорученням для Мабузе, все виконано точно, як там написано. Потім Вельтман запрошує на сцену прокурора і ще кількох людей, серед яких двоє перевдягнених помічників Фон Венка, і роздає їм конверти з новими завданнями. Вельтман гіпнотизує Фон Венка, і той бачить перед собою знайомі слова — «ци нань фу». Фон Венк розуміє, що перед ним той самий чоловік, який намагався його гіпнотизувати за картковим столом, просто в іншому гримі. Однак Мабузе-Вельтману вдається опанувати свідомістю Фон Венка і змусити його зробити те, що нібито зазначено в записці — Проводити даму, потім вийти на вулицю, сісти в машину і на повній швидкості мчати в каменоломню Міліор. Загіпнотизований Фон Венк виконує все точно, що йому навіяв Вельтман (насправді у записці зазначено, що вийшовши із залу, він повинен повернутися додому і лягти спати). Шоу завершується загальними оплесками. Помічники Фон Венка бачать шефа, що від'їжджає, і кидаються в погоню за ним. Вони наздоганяють машину Фон Венка і рятують його в останній момент перед падінням машини в кар'єр. Фон Венк приходить до тями і розуміє, що ватажком банди є Мабузе, який постає то в образі лікаря-психотерапевта, то карткового гравця, то ясновидця. Опанувавши себе, Фон Венк негайно вирушає в найближчий поліцейський відділок… На наступний ранок вся банда збирається в будинку Мабузе. Поки сам доктор спить, Георг виходить у двір і зауважує, що до будинку наближається поліція. Він біжить до Мабузе і повідомляє про те, що будинок оточений.

#### Дія 6
Банда Мабузе баррикадує всі входи в будинок за допомогою меблів, дістає і готує до бою зброю. Мабузе поквапно знищує документи. Поліція бере в облогу будинок, починається інтенсивний вогонь з обох сторін. Фон Венк телефонує Мабузе, вимагаючи здатися, однак той відмовляється і нагадує, що у нього є заручниця — графиня Тольд. Банда завзято пручається, убивши кількох поліцейських. На допомогу поліції прибувають військові підрозділи, починається штурм будівлі. У перестрілці Мабузе отримує легке поранення в голову, Фіне, а потім і Гаваша вбивають. Коли поліція зламує вхідні двері, Мабузе хапає графиню і разом з Георгом тікає по коридорах будинку, добираючись до люка в таємний хід, що веде в цех з виробництва фальшивих грошей. Поки Мабузе намагається відкрити люк, графиня виривається з його рук і тікає. Георг кидається в погоню за нею, але потрапляє в руки військових. Затримують і Шперрі. Звільнену графиню Фон Венк відправляють додому. Мабузе по підземному тунелю пробирається в цех, де працюють сліпі, однак люк влаштований так, що після того, як він закривається, його неможливо відкрити без ключа (всі ключі залишилися у Гаваша). Крім того, згідно з інструкцією Гаваша, при першій небезпеці сліпі намертво заблокували вихід на вулицю, який тепер можна відкрити ключем тільки зовні. Мабузе опиняється замкненим у пастці… Тим часом Фон Венку доставляють речі і документи убитих злочинців. Прокурор бере ключ, і з'ясовує у переляканого Шперрі, що це ключ від цеху з виробництва фальшивих грошей, де швидше за все ховається Мабузе… Георг вішається в тюремній камері… Замкнений Мабузе безуспішно намагається розкрити вхідні двері. У нього починаються видіння. Перед ним постають його жертви — Галл, Пеш, граф Тольд і Кароцца. Вони сідають грати з ним в карти, потім звинувачують його в шахрайстві і зникають. Йому здається, що годинник і друкарські машини перетворюються в механічних потвор. Мабузе розкидає по кімнаті гроші і падає на стіл, засипаний грошима. Фон Венк у супроводі поліцейських підходить до цеху і відкриває ключем двері, де бачить Мабузе, який зійшов з глузду. Поліція виводить Мабузе у двір.

## У ролях
- Рудольф Кляйн-Рогге — «доктор Мабузе»
- Оуд Егеде-Ніссен — «Кара Кароцца»
- Гертруда Велькер — «графиня Дусі Тольд»
- Альфред Абель — «граф Тольд / Річард Флері» (англійська версія)
- Бернгард Ґецке — «інспектор фон Венк»
- Пауль Ріхтер — «Едгар Галл»
- Лідія Потєхіна — «російська дама»
- Генріх Ґото (у титрах не зазначений)

## Творці фільму і виконавці головних ролей
Перш ніж перебратися в Голлівуд у 1934 році, кінорежисер Фріц Ланг працював у Німеччині, де зарекомендував себе як один з видатних представників експресіоністського кіно. До числа найбільш значимих робіт німецького періоду відносяться історична фентезі-драма «Нібелунги» (1924), футуристична антиутопія «Метрополіс» (1927), фантастичний фільм «Жінка на Місяці» (1929), кримінальний трилер «М» (1931), який часто називають першим фільмом нуар, а також кримінальний трилер «Заповіт доктора Мабузе» (1933), став його останнім фільмом в Німеччині.
Теа фон Гарбу брала участь у написанні сценаріїв практично до всіх найважливішим фільмів Ланга його німецького періоду, серед них «Втомлена смерть» (1921), «Нібелунги», «Метрополіс», «Жінка на Місяці», «М», «Заповіт доктора Мабузе», а також до таких фільмів, як «Фантом» (1922) Ф. Ст. Мурнау та Мікаель" (1924) Карла Дреєра. З 1914 по 1921 рік фон Гарбу була дружиною актора Рудольфа Кляйн-Рогге, а в 1921 році вийшла заміж за Фріца Ланга, вони розлучилися в 1933 році. Після приходу Націонал-соціалістична робітнича партія Німеччини до влади в 1932 році Ланг емігрував у Францію, а потім у США, а фон Гарбу залишилася в країні. Пізніше вона вступила в Націонал-соціалістичну партію Німеччини і продовжувала працювати в кіно, однак ні одна з її робіт не досягла рівня визнання, порівнянного з спільними роботами з Лангом.
Рудольф Кляйн-Рогге зіграв у багатьох фільмах Ланга, серед них «Нібелунги», «Метрополіс», «Шпигуни» і «Заповіт доктора Мабузе». Бернгард Ґецке зіграв в таких фільмах Ланга, як «Втомлена смерть» і «Нібелунги», а також у картинах «Брати Карамазови» (1921) Карла Фройліха та Гірський орел" (1926) Альфреда Гічкока.

## Оцінка фільму критикою
Критика в цілому позитивно оцінює фільм, вважаючи його предтечею таких популярних жанрів, як кримінальний трилер і фільм нуар. Відзначаються такі характерні риси новонароджуваного новаторського режисерського стилю Ланга, як прагнення дати в розважальній формі аналіз стану суспільства і виявити гостроту його проблем, експресіонистський стиль, натхнення і фантазія. Слабкими моментами фільму деякі критики вважають сценарій (точніше сказати, його літературну основу) і відсутність композиційної цілісності, в результаті чого фільм розпадається на окремі епізоди.
Незабаром після виходу фільму журнал «Variety» назвав його «популярним трилером хорошої середньої якості — поставленим на матеріалі копійчаного роману в дорогих декораціях — який досить добре замаскований, щоб зійти за фільм для обраної аудиторії». Сучасний критик Джеремі Гейлман назвав картину «одним з найкращих і найбільш захоплюючих епічних фільмів епохи німого кіно, який практично не застарів за дев'яносто років… він як і раніше підноситься як один з ключових предтеч кримінального кіно… і є центральною роботою як творчості Ланга, так і в контексті історії кіно». Денніс Шварц оцінив його як «нерівний німий кримінальний трилер, знятий в експресіоністському стилі, який багато хто вважають першим фільмом нуар».
На думку «Variety», фільм зроблений «трохи безладно, але в цілому він рухається швидко і сповнений життя,… а його найкращі моменти досягаються в протистоянні між Мабузе і прокурором Фон Вінком, який намагається викрити його». Зазначивши, що «у фільмі є свої сильні моменти», «Variety» вважає, що «Ланг трохи псує свою технічно майстерну постановку двадцятьма багатослівними титрами абсурдного змісту». При цьому журнал констатує, що «інтер'єри Шталь-Ураха і Отто Хунті зроблені чудово і зі смаком, а операторська робота Карла Гоффмана в цілому виконана гідно». «TimeOut» зазначив, що «фільм є типовим для ранньої творчості Ланга, в оповідному плані він слабо організований і розвивається хаотично, але знятий зі спалахами натхнення». Кінокритик Денніс Шварц також назвав фільм «досить непов'язаним, що розвиваються в поганому темпі з сюжетом, що мають мало сенсу», при цьому зазначивши, що «фільм тим не менш містить свої моменти натхнення, а декорації виконані на першокласному рівні».
Кінокритик Брюс Едер написав, що «Доктор Мабузе» Фріца Ланга часто розглядається як «точка, з якої бере початок зріла кінематографічна естетика режисера. Він експериментував з різними аспектами візуального стилю у своїх ранніх роботах, але саме в цій епопеї — тривалістю в чотири з гаком години в своїй початковій версії — Ланг звів всі ці елементи воєдино в гіпер-експресіоністський стиль, який став впізнаватися як його стиль». А Гейлман зазначає, що «як і його божевільний доктор, Ланг грає з долею, але не залишає нічого на волю випадку. Ланг продумує кожну дію в ланцюзі причин і наслідків сюжетів своїх фільмів. Його ретельно спланований і побудований підхід до постановочої роботи робить його фільми раціональними, навіть коли вони відображають небезпечні, божевільні вчинки… У своєму управлінні цим чудовим хаосом, Ланг стає найбільшим володарем серед всіх». Гейлман пише, що слідуючи «у формуванні мови жанру по стопах таких відомих картин, як „Вампіри“ Луї Фейада та „Павуки“ самого Ланга,… фільм може похвалитися заплутаним кримінальним сюжетом, хитромудрої детективною роботою, захоплюючими автомобільними перегонами, і групою підручних, яка ніби вийшла з нового фільму про Джеймса Бонда (фатальна жінка, м'язистий головоріз, мерзенний кокаїніст, і так далі)». А в особі божевільного, страхітливого доктора Мабузе Ланг знайшов «ідеального лиходія, який передбачає дії людей і складних бюрократичних систем», «провокує біржову кризу», «наповнює місто фальшивими грошовими купюрами і гіпнотизує аристократів, які програють йому стану в стан трансу». Характеризуючи стиль Ланга, Кроче пише: «Бачення, декорації і навіть слова оживають в цій епопеї Ланга, де навіть саме кіно стає предметом вивчення: автор багатьох фікцій, лиходій в один момент силою уяви викликає образи, які в буквальному сенсі виходять з екрану прямо в глядацьку аудиторію». А у фіналі «Мабузе виявляється в катакомбах, оточений примарами, і сліпцями, і розкиданими фальшивими грошима — зломлений пророк на колінах».
На думку Гейлмана, «якщо наступна картина Ланга „Нібелунги“ була ексгумацією міфічного минулого Німеччини, а його найзнаменитіша німа епопея „Метрополіс“ була поглядом Ланга в майбутнє, то „Доктор Мабузе, гравець“ закорінений у вічному завжди актуальному теперішньому. Сучасне місце дії у Ланга означає, що цей фільм візуально не настільки вражає, як його пізніші німі фільми, але він знаходить свій характерний, цілісний стиль».
Торкаючись тематики фільму, «TimeOut» зазначає, що «геній злочинного світу представлений як володар, який панував у той час у Німеччині соціального хаосу: він наживається на бідах свого часу, він приймає незліченні образи для реалізації нових варіантів підпорядкування собі людей. Ланг говорив, що мав намір ввести у фільм критику суспільства, і його розповзаючий сюжет кидає погляд на декаданс нічного життя і такі теми, як економічна інфляція». Однак резюмує «TimeOut» «загальний охоплення соціальної реальності слабкий, як і сам сюжет і фільм являє — звичайно, в порівнянні з більш пізнім „Заповітом доктора Мабузе“ — головним чином історичний інтерес». Як і «TimeOut», Шварц звернув увагу на спробу режисера відобразити у фільмі суперечності свого часу, вказавши, що «Ланг хотів, щоб „Мабузе“ виглядав як соціальна критика захопленої інфляцією декадентської доби, він хотів показати, як легко макіавелліанський інтелект може керувати масами».
Характеризуючи атмосферу фільму, Фернандо Ф. Кроче написав: «У Веймарській республіці паралельних і прихованих світів вас могли отруїти на задньому сидінні таксі, після чого ви могли прокинутися посеред водойми. Томна розслабленість опіумних місць розпусти і згубна, руйнівна істерія — це дві сторони однієї і тієї ж гіпнотичною монети, що обертається як картковий стіл і сплетені долоні на спіритичні сеанси, знехтувана коханка (Ауд Егеде-Ніссен), яка в один момент є втіленням клімтовськой краси, а в наступний — у в'язниці звивається подібно Ренфілду заради свого Дракули». Гейлман зазначає, що "підзаголовок фільму «Картина часу» розкриває намір Ланга, творця «Мабузе» для показу стану німецького товариства… Значна частина «Доктора Мабузе» побудованний на показі картин німецької перенасиченості. Його персонажі нудьгують від своїх досягнень і своїх розваг. Тлом дії є нескінченний парад стриптизів, витончених оперних постановок, виступи в кабаре, казино і опіумних кубел. У якийсь момент передбачувана героїня Ланга, одурманена опіумом графиня починає нудьгувати на спіритичні сеансі і йде. Вона відверто розмовляє з Мабузе: «Я боюся, що в світі вже не залишилося нічого, що могло б мене зацікавити надовго — все, що можна побачити з машини, ложі в опері або вікна — частково огидно, нецікаво, але завжди нудно». Далі він пише: «Ця драма розгортається в таємних казино, укриттях, на задвірках, у провулках і за потайними люками. Більша частина дії відбувається вночі, багато персонажів носять маски і використовують псевдоніми. Видимий нами світ представляється як фасад, що приховує щось потаємне. Публіка при бажанні завжди може зазирнути глибше».
Едер написав, що «тематика фільму, гра в „кішки-мишки“ між геніальним злочинцем (зі значними науковими — або, точніше, псевдо-науковими) знаннями у своєму розпорядженні, і високопоставленим представником закону, стала захоплюючою в руках Ланга, особливо, завдяки тому, що цих персонажів зобразили Рудольф Кляйн-Рогге і Бернхард Гетцке; їх дуель у майбутньому вплине на сюжети книг, коміксів і художніх фільмів наступних поколінь аж до двадцять першого століття у формі фільмів про Джеймса Бонда». Оцінюючи акторську гру «Variety» порахував, що «фільм в якійсь мірі програв від того, що на головну роль був узятий Кляйн-Рогге; неможливо не помітити того, що фізично це дуже дрібний і не досить розумний актор. Пауль Ріхтер в ролі мільйонера і Гетцке в ролі Фон Вінка грають дуже добре. Також як і Кароцца у виконанні Егеде-Ніссен і графиня у виконанні Велькер стають прекрасними складовими цієї кінороботи».
Кроче зазначив вплив фільму на такі картини, як «Обличчя зі шрамом» (1932) (штурм поліцією особняка з злочинцями), «39 сходинок» (1935) (ясновидець на філармонічній сцені), «Затемнення» (1962) (метушня на біржі), «Рай і пекло» (1963) (викрадений портфель з документами викидається з потяга)", а також «Фантомас» (1964) (постійна зміна масок головним лиходієм).